# Sällskapet politik och näringsliv
Sällskapet Politik & Näringsliv (SPN), som bildades 1980, har som syfte att främja kontakterna mellan näringslivet och de politiskt verksamma inom riksdagen, de politiska partierna och den statliga förvaltningen.